# Melezet
Melezet (en occitan : Melesen), aujourd’hui en Italie, est une ancienne communauté des escartons du Briançonnais, une ancienne commune de la province de Suse du royaume de Sardaigne, de l'arrondissement de Suse du département du Pô du Premier Empire, de la circonscription de Suse du royaume d'Italie.
Elle a été fusionnée le 30 juin 1835 avec la commune des Arnauds, puis le 16 juin 1927 avec celle de Bardonnèche, dont actuellement elles sont deux hameaux (en italien : frazioni).
Le village de Melezet se trouve à l'ouest de celui de Bardonnèche, au bord de la route provinciale de la cité métropolitaine de Turin (it) no 216 qui permet d'accéder au col de l'Échelle et à la vallée Étroite.
Melezet est une station de ski dont les équipements ont été modernisés pour accueillir les Jeux olympiques de Turin en 2006. Sa rampe de neige consacrée au snowboard est la plus longue du monde.

## Géographie
La superficie de la commune de Melezet est, en 1921, de 6 445 hectares. Cette superficie a largement été amputée après la Seconde Guerre mondiale en raison du déplacement vers l'est de la frontière franco-italienne.

## Patrimoine religieux

### Notre-Dame-des-Sept-Douleurs au mont Thabor

De gauche à droite (d’ouest en est), vue du pic du Tabor (3207 m, pointe peu enneigée), du mont Thabor (3178 m, enneigé) et de la chapelle du Thabor sur la crête (un point noir).

Cette chapelle dédiée à Notre-Dame des Douleurs est située à une distance d’une centaine de mètres à l'est du sommet du mont Thabor, à environ 3 164 m d’altitude. On y accède en été par des chemins de randonnée au départ de Melezet, en remontant la « Vallée étroite », ce qui représente une distance de quinze kilomètres environ.
 (septembre 2023).
L'origine de la chapelle du mont Thabor serait directement issue du courant monastique né en Égypte au IVe siècle. La Gaule et l'Italie auraient rapidement adopté ce mode contemplatif qui s'y est épanoui. Le mont Thabor lui-même évoque le lieu saint de même nom en Palestine, rapidement rendu difficilement accessible à la suite du déclin de l'Empire romain et ensuite en raison de l'extension des conquêtes arabo-musulmanes au Levant. Les croisades n'ayant pu rétablir l'accès aux lieux saints, l'Europe chrétienne voit alors de nombreux lieux de pèlerinage de « substitution » fleurir sur son territoire. Les premiers écrits sur la chapelle du Thabor datent de 1487 mais son apparition est bien antérieure au vu des fondations et du baptistère retrouvés lors de fouilles, ainsi que d’une pierre angulaire considérée comme un reste de l'autel primitif. La chapelle, pendant un temps, abrite une petite communauté monastique chargée d'accueillir les pèlerins. Le site de pèlerinage connaît un certain regain à cette époque avant de décliner puis de tomber dans l'oubli en raison des vicissitudes croissantes de part et d'autre des Alpes. Pendant l'hiver, le bâtiment sert de refuge. L'été, par condition météorologique favorable, les pèlerins peuvent choisir de gravir le sommet ultime du mont Thabor. Au XVe siècle, la paroisse de Melezet est alors responsable de l’entretien du site de la chapelle, ensuite appelée « chapelle Notre-Dame-des-Sept-Douleurs ». Les conditions difficiles en hiver expliquent sans doute l'abandon de toute occupation permanente.
Après la Seconde Guerre mondiale, en raison du déplacement de la frontière franco-italienne, la chapelle ne fait plus partie de la commune de Melezet ; cependant elle fait historiquement partie de son patrimoine.

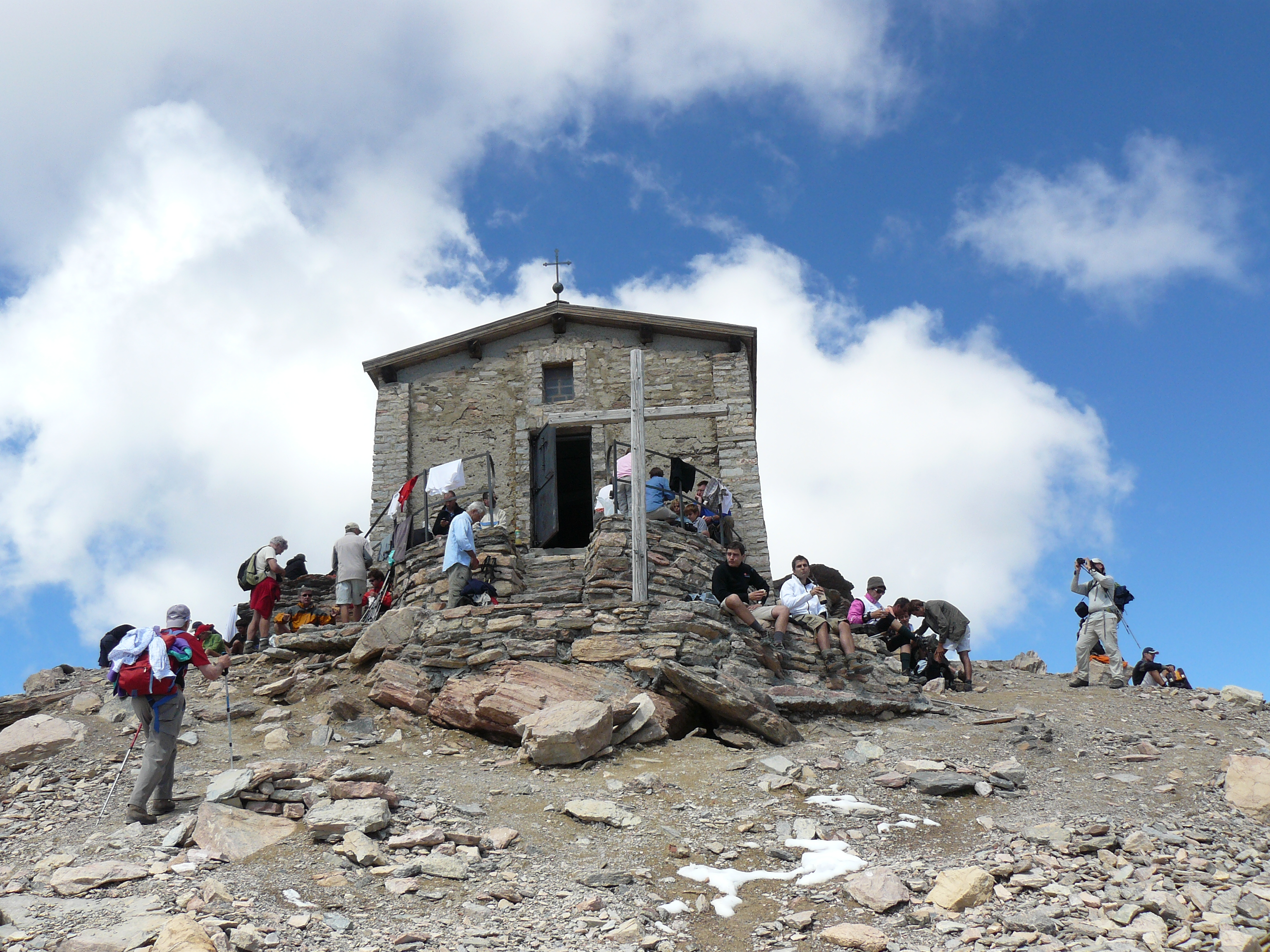
La chapelle Notre-Dame-des-Sept-Douleurs du Mont-Thabor en 2010.

Si, à partir de 1947, des territoires italiens passent sous souveraineté française, de nombreux désaccords ou zones d'ombre demeurent. La chapelle du Thabor, même si elle fait bien partie du territoire français, dépend encore du diocèse de Suse (en latin : dioecesis Segusiensis ; en italien : diocesi di Susa) qui est une Église particulière de l'Église catholique en Italie. Ce diocèse a été érigé en 1772, et a subi une brève disparition entre 1803 et 1817 : il couvre le val de Suse et relève de la région ecclésiastique du Piémont-Val d'Aoste. Depuis l'année 2000, c'est Mgr Alfonso Badini Confalonieri qui en est l'évêque diocésain et donc l'interlocuteur théorique concernant le culte à la chapelle du Thabor.

## Histoire

### État et événements politiques et sociaux
Le 24 juin 1685, la communauté de Melezet acquiert de Pierre-Antoine Jouffrey de Sainte-Cécile, et de son épouse Claire de Bardonnèche, les droits seigneuriaux dont celle-ci a hérité et ceux que son époux a achetés à d'autres familles nobles.

### État et événements religieux
La paroisse de Melezet est détachée de celle de Bardonnèche, le 7 avril 1487.

## Démographie
| 1807 | 1842 | 1861 | 1871 | 1881 |
| ---- | ---- | ---- | ---- | ---- |
| 581  | 592  | 607, | 617  | 645  |

| 1921 | - | - | - | - |
| ---- | - | - | - | - |
| 496, | - | - | - | - |

### Monographies et ouvrages généraux
- (it) Marco Battistoni, Schede storico-territoriali dei comuni del Piemonte, Comune di Bardonecchia, Torino, Regione Piemonte, 2006, 32 p. (lire en ligne).
- (it) Goffredo Casalis, Dizionario geografico, storico, statistico, commerciale degli stati di S.M. il re di Sardegna, vol. X, Torino, G. Maspero, 1842 (lire en ligne).
- (it) Pietro Massimino Valori, Il Monte Tabor (Melezet presso Bardonecchia) : Memorie della cappella e piccola guida pei forestieri, Torino, Tipografia Salesiana, 1908, 18 p. (lire en ligne).

### Publications administratives
- Département du Pô, Almanach du département du Pô, Turin, Michel-Ange Morano, 1807 (lire en ligne).
- (it) Giovanni Manna, Ministero d'agricoltura, industria e commercio, Censimento generale 31 dicembre 1861 : popolazione di diritto, Firenze, Tipografia letteraria e degli ingegneri nella Pia casa di Lavoro, coll. « Popolazione : Censimento generale (31 dicembre 1861) » (no 5), 1865 (présentation en ligne, lire en ligne)
- (it) Ministero di Grazia e Giustizia et dei Culti, Comuni del Regno d'Italia : Tavole statistiche e sinottiche della circoscrizione amministrativa, elettorale, giudiziaria ed ecclesiastica. Con la indicazione della popolazione giusta l'ultimo censimento, Torino, Stamperia Reale, 1863 (lire en ligne).
- (it) Ministero dell'Interno, Dizionario dei Comuni del Regno d'Italia : Con la popolazione secondo il censimento del 1871, Roma, Eredi Botta (Tipografi della Camera dei Deputati), 1874 (présentation en ligne, lire en ligne).
- (it) Ministero di Agricoltura, Industria e Commercio., Censimento della popolazione del Regno d'Italia (31 Dicembre 1881), Roma, Tipografia Fratelli Centenari, 1882 (présentation en ligne, lire en ligne).
- (it) Presidenza del Consiglio dei Ministri, Istituto Centrale di Statistica, Censimento della popolazione del regno d'Italia al 10 dicembre 1921 : Piemonte, vol. 10, Roma, Stabilimento Poligrafico per l'Amministrazione dello Stato, coll. « Censimento della popolazione del Regno d'Italia al 1. dicembre 1921 », 1927 (présentation en ligne, lire en ligne).